# Савельев, Николай Дмитриевич
Николай Дмитриевич Савельев (1862 — ?) — крестьянин, депутат Государственной думы Российской империи I созыва от Воронежской губернии.

## Биография

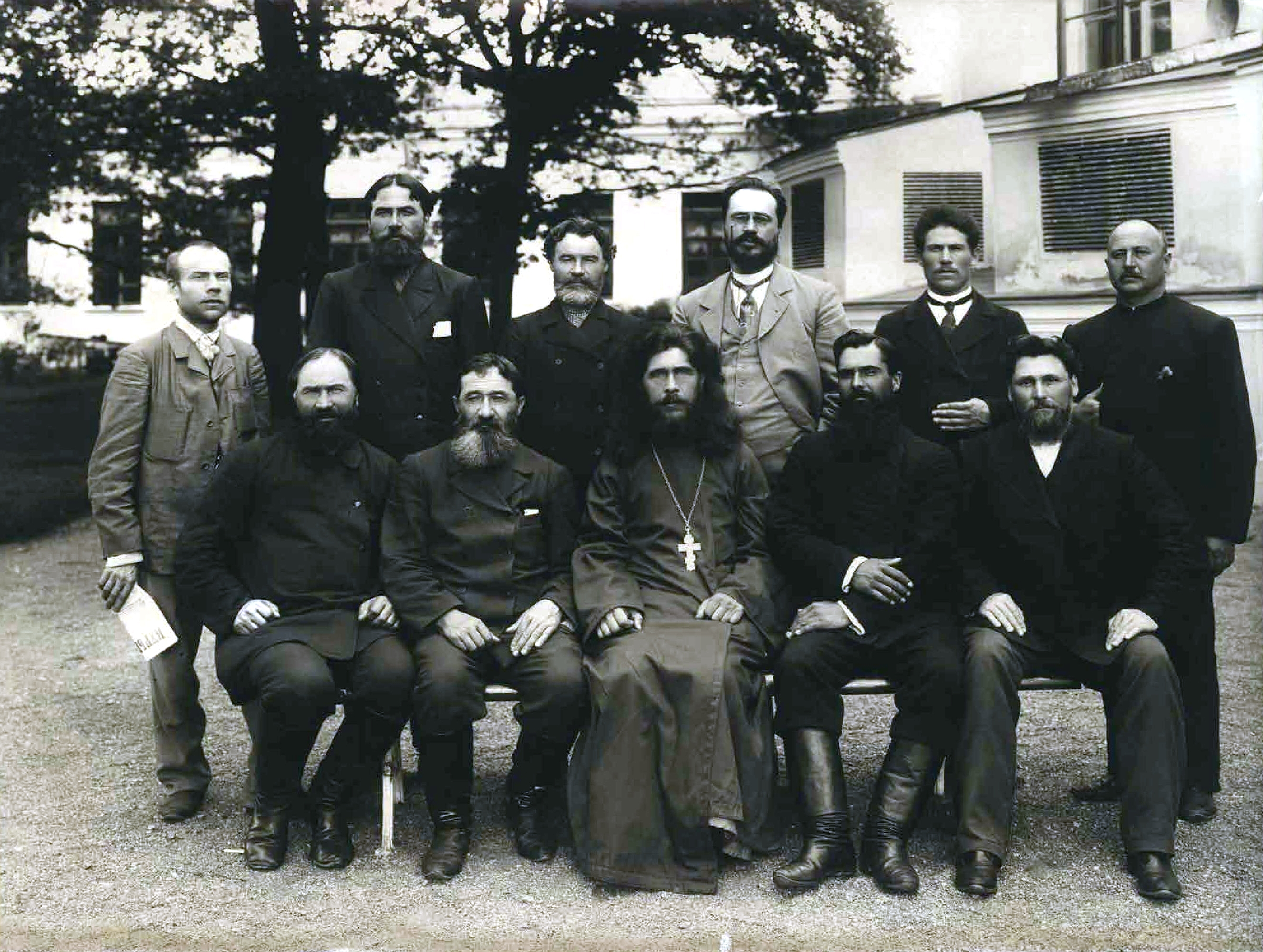
Члены Государственной Думы I созыва от Воронежской губернии. Стоят: Д.Я. Медведев, И.Я. Пушкарский, Е.И. Крамаренко, А.Г. Хрущов, М.М. Торшин, Ф.М. Зиновьев; сидят: Н.Д. Савельев,Ф.А. Кругликов, А.В. Поярков, П.С. Борисов, Я.А. Осадчий

Крестьянин села Верхний Карачан Верхне-Карачанской волости Новохопёрского уезда Воронежской губернии. Получил начальное образование. Хозяин мельницы. Занимался земледелием. Малоземельный, имел всего 20 квадратных сажень. Политическая позиция — «левее партии народной свободы». Характеризовал себя как «внепартийного социалиста». Член крестьянского союза. На выборах примкнул к Конституционно-демократической партии.
14 апреля 1906 избран в Государственную думу I созыва от съезда уполномоченных от волостей Воронежской губернии. Беспартийный. Участвовал в прениях по аграрному вопросу, проявил себя как сторонник отторжения удельных, монастырских и частновладельческих земель и передачи их в общинное землепользование на уравнительных началах. Заявлял, что «пользоваться землей должен только тот, кто сам её обрабатывает без наемных рабочих»; прирезки, покупки земли с помощью Крестьянского банка, расселение и тому подобное считал мерами недостаточными.
Дальнейшая судьба и дата смерти неизвестны.

### Рекомендованные источники
- Члены Государственной думы: Биографии, характеристики, политические взгляды, общественная деятельность, выборы и прочее с портретами. М, 1906. С. 18.
- Российский государственный исторический архив. Фонд 1278, Опись 1 (1-й созыв). Дело 22. Лист 6; Фонд 1327. Опись 1. 1905 год. Дело 141. Лист 63 оборот; Дело 143. Лист 27 оборот.